# Швегрихен, Христиан Фридрих
Христиан Фридрих Швегрихен (нем. Christian Friedrich Schwägrichen; 16 сентября 1775, Лейпциг, Священная Римская империя, — 2 мая 1853, Берн, Швейцария) — немецкий ботаник. Член Леопольдины с 1818 года.

## Биография
Изучал медицину и естественные науки в Лейпциге, в 1802 году получил там кафедру естественной истории, в 1806 году кафедру ботаники и до 1837 года заведовал местным ботаническим садом. Его работы касаются главным образом изучения мхов. В 1799 году он издал «Topographiae botanicae et entomologicae Lipsiensis specimen», последняя часть которых вышла в 1806 году. В 1801 году он издал оставленные Иоганном Гедвигом описания лиственных мхов, дополнения к которым изданы были Швегрихеном в 1811—1814 гг. Ему же принадлежит краткое обозрение печёночных мхов, под заглавием «Historiae Muscorum hepaticorum prodromus» (1814) и целый ряд статей об этих же мхах в «Zeitschrift Linnaea» за 1839, 1840, 1844, 1845 гг.

## Эпонимы
Курт Шпренгель назвал в 1815 году в честь Швегрихена род Schwaegrichenia из семейства Гемодоровые (Haemodoraceae).